# Cirrocumulus lenticularis
Il cirrocumulus lenticularis (abbreviazione Cc len) è una delle quattro specie in cui possono presentarsi le nubi del tipo cirrocumulo, che si formano a elevate altitudini.

## Caratteristiche
Queste nubi lisce hanno un aspetto lentiforme (da cui la designazione lenticularis) o a mandorla. Si formano generalmente sulle creste delle onde atmosferiche, che risulterebbero altrimenti non visibili. Questa specie di cirrocumuli possono anche presentarsi in forme molto allungate e hanno in genere contorni ben delineati.
Il cirrocumulus lenticularis si forma quando l'aria stabile è forzata a muoversi verso l'alto; in genere questo è collegato a una conformazione orografica, ma le condizioni per la sua formazione possono presentarsi anche in assenza di rilievi montuosi. Queste nubi possono anche essere associate a fenomeni di iridescenza.